# Anholt Havmøllepark
Anholt Havmøllepark er en dansk havvindmøllepark i Kattegat mellem Djursland og Anholt. Havmølleparken har en nominel kapacitet på 400 megawatt (MW) og var Danmarks største vindmøllepark, indtil den blev overhalet af Vattenfalls Horns Rev 3 havvindmøllepark og Kriegers Flak havmøllepark. En kabelforbindelse til Anholt gør det muligt at erstatte strøm fra dieselgeneratorer på øen med vindkraft.
Første monopæl blev nedrammet 31. december 2011, byggeriet startede officielt 13. januar 2012, og parken blev indviet i september 2013.

## Projektet
Projektet blev igangsat i 2008 som led i den danske regerings energiaftale. 
Det daværende DONG Energy, nu Ørsted, var eneste virksomhed, der bød på projektet, og modtog i 2010 en licens på byggeriet.
Vindmølleparken kostede 10 milliarder danske kroner. Siemens Wind Power har levereret de 111 styk 3,6 MW vindmøller, som står på omkring 14 meters vanddybde. Aftalen giver Ørsted en feed-in tariff på 1,051 DKK/kW·h for de første 20 TW·h, hvilket svarer til 12–13 års produktion. Kabelforbindelsen til Århus kostede 3 mio kr per megawatt møllekapacitet.
I marts 2011 solgte DONG Energy 50 % af vindmølleparken til et konsortium bestående af PensionDanmark (30%) og PKA (Pensionskassernes Administration, 20 %) for 6 milliarder danske kroner, betalt gennem fire rater fra 2011 til 2013.